# Llengua arma
L'arma (Cenu, Zenu) és una llengua extingida de Colòmbia que pertanyia a la família lingüística de les llengües chocó. Es parlava a la vall del riu Cauca a Colòmbia.